# انتون بایدال
انتون بایدال (اوکراینی: Антон Олександрович Байдал؛ زادهٔ ۸ فوریهٔ ۲۰۰۰) بازیکن فوتبال اهل اوکراین است.
از باشگاه‌هایی که در آن بازی کرده‌است می‌توان به باشگاه فوتبال ماریوپول اشاره کرد.